# Discografia di Achille Lauro
La discografia di Achille Lauro, cantautore italiano, è costituita da sette album in studio, due di cover, due mixtape, un EP, sessanta singoli e settantadue video musicali (inclusi quelli come artista ospite), pubblicati dal 2011.

## Album

### Album in studio
| Anno                                                         | Titolo | Classifiche | Classifiche | Certificazioni     | Unità           |
| Anno                                                         | Titolo | ITA         | SWI         | Certificazioni     | Unità           |
| ------------------------------------------------------------ | --- | ----------- | ----------- | ------------------ | --------------- |
| 2014                                                         | Achille Idol immortale - Pubblicato: 27 febbraio 2014 - Etichetta: Universal, Roccia Music - Formati: CD, download digitale, streaming | —           | —           |                    |                 |
| 2015                                                         | Dio c'è - Pubblicato: 25 maggio 2015 - Etichetta: Universal, Roccia Music - Formati: CD, download digitale, streaming                  | —           | —           |                    |                 |
| 2016                                                         | Ragazzi madre - Pubblicato: 11 novembre 2016 - Etichetta: No Face - Formati: CD, download digitale, streaming                          | 22          | —           | - ITA: Platino     | - ITA: 50 000+  |
| 2018                                                         | Pour l'amour - Pubblicato: 22 giugno 2018 - Etichetta: Sony Music, No Face - Formati: CD, download digitale, streaming                 | 4           | —           | - ITA: Oro         | - ITA: 25 000+  |
| 2019                                                         | 1969 - Pubblicato: 12 aprile 2019 - Etichetta: Sony Music, No Face - Formati: CD, LP, download digitale, streaming                     | 3           | —           | - ITA: Platino (3) | - ITA: 150 000+ |
| 2021                                                         | Lauro - Pubblicato: 16 aprile 2021 - Etichetta: Elektra Records, Warner Music Italy - Formati: CD, LP, download digitale, streaming    | 1           | —           | - ITA: Platino     | - ITA: 50 000+  |
| 2025                                                         | Comuni mortali - Pubblicato: 18 aprile 2025 - Etichetta: Warner Music Italy - Formati: CD, LP, download digitale, streaming            | 1           | 52          | - ITA: Platino     | - ITA: 50 000+  |
| "—" indica una pubblicazione non classificata in quel paese. | |             |             |                    |                 |

### Album di cover
| Anno                                                         | Titolo | Classifiche | Certificazioni | Unità          |
| Anno                                                         | Titolo | ITA         | Certificazioni | Unità          |
| ------------------------------------------------------------ | --- | ----------- | -------------- | -------------- |
| 2020                                                         | 1990 - Pubblicato: 24 luglio 2020 - Etichetta: Elektra Records, Warner Music Italy - Formati: CD, LP, download digitale, streaming                                         | 1           | - ITA: Oro     | - ITA: 25 000+ |
| 2020                                                         | 1920 - Achille Lauro & The Untouchable Band - Pubblicato: 4 dicembre 2020 - Etichetta: Elektra Records, Warner Music Italy - Formati: CD, LP, download digitale, streaming | 13          |                |                |
| "—" indica una pubblicazione non classificata in quel paese. | |             |                |                |

## Mixtape
| Anno | Titolo |
| ---- | --- |
| 2012 | Barabba Mixtape - Pubblicato: 14 aprile 2012 - Etichetta: Honiro - Formati: download digitale, streaming        |
| 2012 | Harvard - Pubblicato: 17 settembre 2012 - Etichetta: Propaganda Records - Formati: download digitale, streaming |

## Extended play
| Anno | Titolo |
| ---- | --- |
| 2015 | Young Crazy - Pubblicato: 28 aprile 2015 - Etichetta: Roccia Music - Formati: download digitale, streaming |

## Singoli

### Come artista principale
| Anno                                                         | Titolo                                                       | Classifiche | Classifiche | Classifiche | Certificazioni                 | Unità              | Album di provenienza                        |
| Anno                                                         | Titolo                                                       | ITA         | LTU         | SWI         | Certificazioni                 | Unità              | Album di provenienza                        |
| ------------------------------------------------------------ | ------------------------------------------------------------ | ----------- | ----------- | ----------- | ------------------------------ | ------------------ | ------------------------------------------- |
| 2011                                                         | Vivo come fossi l'ultimo                                     | —           | —           | —           |                                |                    | Barabba Mixtape                             |
| 2011                                                         | Il giorno del ringraziamento (feat. Read)                    | —           | —           | —           |                                |                    | Barabba Mixtape                             |
| 2011                                                         | Giovani crimini (feat. Read)                                 | —           | —           | —           |                                |                    | Barabba Mixtape                             |
| 2012                                                         | Bear Grylls                                                  | —           | —           | —           | /                              |                    |                                             |
| 2012                                                         | Motorini (feat. Simon P)                                     | —           | —           | —           | Harvard                        |                    |                                             |
| 2013                                                         | Scarpe coi tacchi 3 - La fine (feat. Martina May)            | —           | —           | —           | Genesi                         |                    |                                             |
| 2013                                                         | Bianco Natale (feat. Rasty Kilo)                             | —           | —           | —           | /                              |                    |                                             |
| 2014                                                         | Polanski                                                     | —           | —           | —           | /                              |                    |                                             |
| 2014                                                         | No Twitter                                                   | —           | —           | —           | Achille Idol immortale         |                    |                                             |
| 2014                                                         | Real Royal Street Rap (feat. Marracash e Ackeejuice Rockers) | —           | —           | —           | Achille Idol immortale         |                    |                                             |
| 2014                                                         | Scelgo le stelle (feat. Coez)                                | —           | —           | —           | Achille Idol immortale         |                    |                                             |
| 2015                                                         | Ghetto Dance (feat. Gemitaiz)                                | —           | —           | —           | Dio c'è                        |                    |                                             |
| 2015                                                         | Bonnie & Clyde                                               | —           | —           | —           | Dio c'è                        |                    |                                             |
| 2015                                                         | Ora lo so (feat. Marracash)                                  | —           | —           | —           | Dio c'è                        |                    |                                             |
| 2015                                                         | Playground Love (feat. Caputo)                               | —           | —           | —           | Dio c'è                        |                    |                                             |
| 2016                                                         | CCL                                                          | —           | —           | —           | Ragazzi madre                  |                    |                                             |
| 2016                                                         | Teatro & cinema                                              | —           | —           | —           | Ragazzi madre                  |                    |                                             |
| 2017                                                         | Ascensore per l'inferno                                      | —           | —           | —           | Ragazzi madre                  |                    |                                             |
| 2017                                                         | Ulalala                                                      | 70          | —           | —           | Ragazzi madre                  | - ITA: Platino (2) | - ITA: 100 000+                             |
| 2017                                                         | Amore mi                                                     | 49          | —           | —           | - ITA: Oro                     | - ITA: 25 000+     | Pour l'amour                                |
| 2017                                                         | Non sei come me                                              | 35          | —           | —           |                                |                    | Pour l'amour                                |
| 2018                                                         | Thoiry Remix (feat. Gemitaiz, Quentin 40 e Puritano)         | 36          | —           | —           | - ITA: Platino (2)             | - ITA: 100 000+    | Pour l'amour                                |
| 2018                                                         | Midnight Carnival (feat. Gow Tribe e Boss Doms)              | 90          | —           | —           |                                |                    | Pour l'amour                                |
| 2018                                                         | Ammò (feat. Rocco Hunt e Clementino)                         | 59          | —           | —           |                                |                    | Pour l'amour                                |
| 2018                                                         | Angelo blu (feat. Cosmo)                                     | —           | —           | —           |                                |                    | Pour l'amour                                |
| 2018                                                         | Mamacita (feat. Vins)                                        | 84          | —           | —           |                                |                    | Pour l'amour                                |
| 2019                                                         | Rolls Royce (feat. Boss Doms e Frenetik e Orang3)            | 4           | —           | —           | - ITA: Platino                 | - ITA: 50 000+     | 1969                                        |
| 2019                                                         | C'est la vie                                                 | 27          | —           | —           | - ITA: Platino (2)             | - ITA: 140 000+    | 1969                                        |
| 2019                                                         | 1969 (feat. Boss Doms e Frenetik&Orang3)                     | 57          | —           | —           | - ITA: Platino                 | - ITA: 70 000+     | 1969                                        |
| 2019                                                         | Delinquente (feat. Boss Doms)                                | —           | —           | —           |                                |                    | 1969                                        |
| 2019                                                         | 1990                                                         | 49          | —           | —           | - ITA: Platino                 | - ITA: 70 000+     | 1969                                        |
| 2019                                                         | Carillon (con Nahaze)                                        | 55          | —           | —           | - ITA: Oro                     | - ITA: 35 000+     | /                                           |
| 2020                                                         | Me ne frego                                                  | 4           | —           | —           | - ITA: Platino (2)             | - ITA: 140 000+    | 1969 - Achille Idol Rebirth                 |
| 2020                                                         | 16 marzo (feat. Gow Tribe)                                   | 9           | —           | —           | - ITA: Platino (2)             | - ITA: 200 000+    | 1969 - Achille Idol Rebirth                 |
| 2020                                                         | Bam Bam Twist (feat. Gow Tribe)                              | 19          | —           | —           | - ITA: Platino (3)             | - ITA: 210 000+    | 1969 - Achille Idol Rebirth                 |
| 2020                                                         | Maleducata                                                   | 46          | —           | —           | - ITA: Platino                 | - ITA: 70 000+     | 1969 - Achille Idol Rebirth                 |
| 2020                                                         | Jingle Bell Rock (feat. Annalisa)                            | —           | —           | —           |                                |                    | 1920 - Achille Lauro & The Untouchable Band |
| 2021                                                         | Solo noi                                                     | 36          | —           | —           | - ITA: Oro                     | - ITA: 35 000+     | Lauro                                       |
| 2021                                                         | Marilù                                                       | 54          | —           | —           | - ITA: Platino                 | - ITA: 70 000+     | Lauro                                       |
| 2021                                                         | Mille (con Fedez e Orietta Berti)                            | 1           | —           | 43          | - ITA: Platino (6)             | - ITA: 420 000+    | Disumano                                    |
| 2021                                                         | Latte+                                                       | —           | —           | —           |                                |                    | Lauro                                       |
| 2021                                                         | Io e te                                                      | —           | —           | —           | Lauro - Achille Idol Superstar |                    |                                             |
| 2022                                                         | Domenica                                                     | 10          | —           | —           | Lauro - Achille Idol Superstar | - ITA: Platino     | - ITA: 100 000+                             |
| 2022                                                         | Stripper                                                     | —           | 83          | —           | Lauro - Achille Idol Superstar |                    |                                             |
| 2022                                                         | Che sarà                                                     | —           | —           | —           | - ITA: Oro                     | - ITA: 50 000+     | /                                           |
| 2023                                                         | Fragole (con Rose Villain)                                   | 7           | —           | —           | - ITA: Platino (3)             | - ITA: 300 000+    | /                                           |
| 2023                                                         | Stupidi ragazzi                                              | 64          | —           | —           | - ITA: Oro                     | - ITA: 50 000+     | /                                           |
| 2024                                                         | Banda Kawasaki (feat. Salmo e Gemitaiz)                      | 80          | —           | —           |                                |                    | /                                           |
| 2024                                                         | Amore disperato                                              | 4           | —           | —           | - ITA: Platino                 | - ITA: 100 000+    | Comuni mortali                              |
| 2025                                                         | Incoscienti giovani                                          | 3           | —           | 28          | - ITA: Platino                 | - ITA: 200 000+    | Comuni mortali                              |
| 2025                                                         | Amor                                                         | 5           | —           | —           | - ITA: Oro                     | - ITA: 100 000+    | Comuni mortali                              |
| "—" indica una pubblicazione non classificata in quel paese. |                                                              |             |             |             |                                |                    |                                             |

### Come artista ospite
| Anno                                                         | Titolo                                                                    | Classifiche | Certificazioni      | Unità          | Album di provenienza  |
| Anno                                                         | Titolo                                                                    | ITA         | Certificazioni      | Unità          | Album di provenienza  |
| ------------------------------------------------------------ | ------------------------------------------------------------------------- | ----------- | ------------------- | -------------- | --------------------- |
| 2016                                                         | Ragazzi del blocco (Sfera Ebbasta feat. Achille Lauro e Boss Doms)        | —           |                     |                | /                     |
| 2018                                                         | Linda (Reloaded) (Emis Killa feat. Achille Lauro e Boss Doms)             | —           |                     |                | /                     |
| 2018                                                         | Keanu Reeves (Gemitaiz feat. Achille Lauro)                               | 16          | - ITA: Platino      | - ITA: 50 000+ | Davide                |
| 2018                                                         | Ragazza di periferia 2.0 (Anna Tatangelo feat. Achille Lauro e Boss Doms) | —           |                     |                | La fortuna sia con me |
| 2019                                                         | Il mio D.J. (Subsonica feat. Achille Lauro)                               | —           | Microchip temporale |                |                       |
| 2019                                                         | La mala educaciòn (Mattway e Uzi Lvke feat. Achille Lauro)                | —           | /                   |                |                       |
| 2020                                                         | Dovrai (Joey feat. Achille Lauro)                                         | —           | /                   |                |                       |
| 2020                                                         | Quella notte non cadrà (Paolo Palumbo feat. Achille Lauro)                | —           | /                   |                |                       |
| 2020                                                         | Back To My Bed (Elderbrook feat. Boss Doms e Achille Lauro)               | —           | /                   |                |                       |
| "—" indica una pubblicazione non classificata in quel paese. |                                                                           |             |                     |                |                       |

## Altri brani entrati in classifica e/o certificati
| Anno                                                         | Titolo                                                   | Classifiche | Certificazioni | Unità          | Album di provenienza |
| Anno                                                         | Titolo                                                   | ITA         | Certificazioni | Unità          | Album di provenienza |
| ------------------------------------------------------------ | -------------------------------------------------------- | ----------- | -------------- | -------------- | -------------------- |
| 2019                                                         | Purple Rain (con Boss Doms, Gemitaiz, Frenetik e Orang3) | 43          | - ITA: Oro     | - ITA: 25 000+ | 1969                 |
| 2019                                                         | Cadillac (con Boss Doms e Gow Tribe)                     | 94          |                |                | 1969                 |
| 2019                                                         | Je t'aime (con Boss Doms, Frenetik e Orang3)             | 38          |                |                | 1969                 |
| 2020                                                         | 1990 (Back to Dance)                                     | 60          | 1990           |                |                      |
| 2020                                                         | You and Me (con Alexia e Capo Plaza)                     | 57          | 1990           |                |                      |
| 2020                                                         | Sweet Dreams (con Annalisa)                              | 33          | 1990           | - ITA: Oro     | - ITA: 35 000+       |
| 2020                                                         | Summer's Imagine (con Massimo Pericolo)                  | 56          | 1990           |                |                      |
| 2020                                                         | Blu (con gli Eiffel 65)                                  | 71          | 1990           |                |                      |
| 2025                                                         | Perdutamente                                             | 76          | Comuni mortali |                |                      |
| "—" indica una pubblicazione non classificata in quel paese. |                                                          |             |                |                |                      |

## Collaborazioni
| Anno                                                         | Titolo | Classifiche | Album di provenienza     |
| Anno                                                         | Titolo | ITA         | Album di provenienza     |
| ------------------------------------------------------------ | --- | ----------- | ------------------------ |
| 2011                                                         | Alza il volume (Lordinho feat. Achille Lauro e Sedato Blend)                                                                                                   | —           | TNT Dynamite Mixtape     |
| 2012                                                         | Monopoli (Balo1 feat. Achille Lauro) | —           | Paura pura Mixtape       |
| 2012                                                         | Metall (Balo1 feat. Achille Lauro) | —           | Paura pura Mixtape       |
| 2012                                                         | Gotham City (Sisco Baltimora feat. Achille Lauro e Sedato Blend)                                                                                               | —           | Gargoyle                 |
| 2013                                                         | Aquila bendata (Simon P e Crine J feat. Louis Dee & Achille Lauro)                                                                                             | —           | Full Coverage            |
| 2013                                                         | Transenne Pt. 2 (Simon P e Crine J feat. Read, Sedato Blend, Muggio, Gogna, Achille Lauro, Caputo e Dr. Frigo)                                                 | —           | Full Coverage            |
| 2013                                                         | Alla fine (Simon P e Crine J feat. Achille Lauro) | —           | Full Coverage            |
| 2013                                                         | Soldi e paura RMX (Rasty Kilo feat. Chicoria, Aban e Achille Lauro)                                                                                            | —           | Dream Team               |
| 2013                                                         | Genesi (AA.VV. feat. Corrado, Fred De Palma, Attila, Achille Lauro, Luchè, Marracash e Tayone)                                                                 | —           | Genesi                   |
| 2013                                                         | Benedetti stronzi (The Night Skinny feat. Achille Lauro e Tayone)                                                                                              | —           | Genesi                   |
| 2013                                                         | Grimey (3D feat. Chicoria, Aban e Achille Lauro) | —           | Top                      |
| 2014                                                         | Forse c'è (Deleterio feat. Achille Lauro) | —           | Dadaismo                 |
| 2014                                                         | Crank (DJ Gengis feat. Achille Lauro) | —           | Rome Sweet Home vol.1    |
| 2014                                                         | Notte da cafoni (Fred De Palma feat. Achille Lauro) | —           | Lettera al successo      |
| 2014                                                         | Marmi neri (Rasty Kilo feat. Achille Lauro) | —           | Molotov                  |
| 2014                                                         | Ghetto Memories (Luchè feat. Achille Lauro) | —           | L2                       |
| 2014                                                         | La verità (The Night Skinny feat. Achille Lauro, Luche, Johnny Marsiglia e Pat Cosmo)                                                                          | —           | Zero Kills               |
| 2014                                                         | Penso di me (The Night Skinny feat. Achille Lauro) | —           | Zero Kills               |
| 2014                                                         | Indian tweet posse (The Night Skinny feat. Achille Lauro, Egreen, Johnny Marsiglia, Ensi, Noyz Narcos, Chicoria, Louis Dee, Er Costa, Clementino e Rocco Hunt) | —           | Zero Kills               |
| 2014                                                         | Ci puoi riprovare (Gemitaiz feat. Achille Lauro e Clementino)                                                                                                  | —           | QVC5                     |
| 2015                                                         | Don (Marracash feat. Achille Lauro) | —           | Status                   |
| 2015                                                         | Sua eminenza (Blood Vinyl, Machete Crew e Slait feat. Achille Lauro)                                                                                           | —           | BV2                      |
| 2015                                                         | Bed & Breakfast (Saint feat. Achille Lauro) | —           | Hallelujah               |
| 2015                                                         | Rimmel (Sedato Blend e Read feat. Achille Lauro e Chicoria) | —           | Blocco note              |
| 2015                                                         | Lo faccio bene (Gemitaiz feat. Achille Lauro e Jack The Smoker)                                                                                                | —           | QVC6                     |
| 2016                                                         | H.a.T.E.R. (Mr. Cioni feat. Achille Lauro e Boss Doms) | —           | 8055                     |
| 2016                                                         | Occhiali da donna RMX (MadMan feat. Achille Lauro) | —           | MM vol. 2                |
| 2016                                                         | A me mi (Gemitaiz feat. Achille Lauro) | —           | QVC7                     |
| 2017                                                         | 5.30 (Fred De Palma feat. Achille Lauro) | —           | Hanglover                |
| 2017                                                         | 09/15 (Rischio feat. Achille Lauro) | —           | Per soldi                |
| 2018                                                         | Ballo del blocco (OG Eastbull feat. Achille Lauro) | —           | La vita è bella          |
| 2018                                                         | R.I.P (Noyz Narcos feat. Achille Lauro) | 22          | Enemy                    |
| 2018                                                         | Capitolo I - Drugstore Cowboy (No Face R.Y.C.H. feat. Achille Lauro)                                                                                           | —           | No Face Forever          |
| 2018                                                         | Trap (No Face R.Y.C.H. feat Achille Lauro e Gow Tribe) | —           | No Face Forever          |
| 2018                                                         | Capitolo II - Bruce Robertson (No Face R.Y.C.H. feat. Achille Lauro e Boss Doms)                                                                               | —           | No Face Forever          |
| 2018                                                         | Battiato (Gow Tribe feat. Achille Lauro e Doglife) | —           | No Face Forever          |
| 2018                                                         | Oe (Boss Doms feat. Achille Lauro, Mattway e Uzi Lvke) | —           | No Face Forever          |
| 2018                                                         | La banda dello zoo (No Face R.Y.C.H. feat. Achille Lauro, Boss Doms, Don Joe, Gow Tribe e Dogslife)                                                            | —           | No Face Forever          |
| 2018                                                         | Lager (No Face R.Y.C.H. feat. Valè) | —           | No Face Forever          |
| 2018                                                         | Capitolo III - Addio alle armi (No Face R.Y.C.H. feat. Achille Lauro)                                                                                          | —           | No Face Forever          |
| 2018                                                         | Capitolo IV - Tommaso (No Face R.Y.C.H. feat. Achille Lauro)                                                                                                   | —           | No Face Forever          |
| 2019                                                         | Maledetto lunedì (Frenetik e Orang3 feat. Noyz Narcos, Shiva, Speranza, Guè Pequeno, Achille Lauro, Geolier, Lazza, Ernia, Side Baby e Taxi B)                 | —           | Zerosei                  |
| 2019                                                         | Mai più (Rocco Hunt feat. Achille Lauro) | 77          | Libertà                  |
| 2019                                                         | Mattoni (The Night Skinny feat. Achille Lauro) | —           | Mattoni                  |
| 2020                                                         | N.U.D.A (nascere umani diventare animali) (Annalisa feat. Achille Lauro)                                                                                       | —           | Nuda                     |
| 2020                                                         | Trap Emo RMX (Gemitaiz feat. Achille Lauro) | 49          | QVC9                     |
| 2023                                                         | Identità (Nerissima Serpe feat. Achille Lauro) | —           | Identità                 |
| 2023                                                         | Crisi d'astinenza (Rondodasosa e Artie 5ive feat. Achille Lauro e Dessy)                                                                                       | —           | Motivation 4 the Streetz |
| 2024                                                         | Coming out (3D feat. Achille Lauro) | —           | Empirìa                  |
| 2024                                                         | Tony Montana (Massimo Pericolo feat. Achille Lauro) | —           | Le cose cambiano Deluxe  |
| 2024                                                         | Non frenare (Uzi Lvke feat. Achille Lauro) | —           | Solo                     |
| 2025                                                         | Succo d'ananas (Chiello feat. Achille Lauro) | —           | Scarabocchi              |
| 2025                                                         | Il limite (Bresh feat. Achille Lauro) | 91          | Mediterraneo             |
| "—" indica una pubblicazione non classificata in quel paese. | |             |                          |

## Autore per altri artisti
| Anno | Titolo          | Artista/i           | Album di provenienza       |
| ---- | --------------- | ------------------- | -------------------------- |
| 2015 | Rimmel          | Sedato Blend e Read | /                          |
| 2023 | Caffè e lacrime | Roshelle            | /                          |
| 2024 | Mille concerti  | Lorenzo Salvetti    | X Factor Mixtape 2024      |
| 2024 | Caravan         | I Patagarri         | L'ultima ruota del Caravan |

## Video musicali
| Anno | Titolo                        | Regista/i                                                    |
| ---- | ----------------------------- | ------------------------------------------------------------ |
| 2011 | Il giorno del ringraziamento  | Lauro De Marinis                                             |
| 2012 | Bear Grylls                   | Trash Secco                                                  |
| 2012 | Motorini                      | Ludovico Boccianti                                           |
| 2012 | Pantaloni verdi               | Lorenzo Piermattei e Emanuele Pisano                         |
| 2013 | Grimey                        | Lauro De Marinis                                             |
| 2013 | Genesi                        | Dario Garegnani                                              |
| 2013 | Benedetti stronzi             | HomeRun                                                      |
| 2013 | Scarpe coi tacchi 3 - La fine | REDZVID                                                      |
| 2013 | Bianco Natale                 | Lorenzo Piermattei                                           |
| 2014 | No Twitter                    | Trash Secco                                                  |
| 2014 | Real Royal Street Rap         | HomeRun                                                      |
| 2014 | Indian tweet posse            | Massimiliano Bomba                                           |
| 2014 | Polanski                      | Emanuele Pisano                                              |
| 2014 | Scelgo le stelle              | Trash Secco                                                  |
| 2014 | Drink Lungo                   | HomeRun                                                      |
| 2015 | Bed & Breakfast               | Ludovico Boccianti                                           |
| 2015 | Ghetto Dance                  | Antonio Chiricò                                              |
| 2015 | Bonnie & Clyde                | Edoardo Carlo Bolli e Simone Mogliè                          |
| 2015 | Ora lo so                     | Trash Secco                                                  |
| 2015 | Occhiali da donna             | Mattia Di Tella                                              |
| 2015 | WOW                           | Mattia Di Tella e Jacopo Gentilini                           |
| 2015 | Cenerentola                   | Mattia Di Tella e Jacopo Gentilini                           |
| 2016 | H.a.T.E.R.                    | Mattia Di Tella e Jacopo Gentilini                           |
| 2016 | Miami Beach                   | Mattia Di Tella e Jacopo Gentilini                           |
| 2016 | Latte in polvere              | Mattia Di Tella e Jacopo Gentilini                           |
| 2016 | A casa de Sandro              | Emanuele Pisano                                              |
| 2016 | CCL                           | Trash Secco                                                  |
| 2016 | Teatro & cinema               | Trash Secco e Lorenzo Properzi                               |
| 2016 | In Paradiso / Disneyland      | Emanuele Pisano e Lauro De Marinis                           |
| 2016 | Maharaja                      | Trash Secco e Lorenzo Properzi                               |
| 2017 | 09/15                         | Emanuele Pisano                                              |
| 2017 | Ulalala                       | Alessandro Murdaca e Lauro De Marinis                        |
| 2017 | FUC RMX                       | Ludovico Canali De Rossi                                     |
| 2017 | Amore mi                      | Trash Secco e Lauro De Marinis                               |
| 2017 | Non sei come me               | Andrea Labate e Lauro De Marinis                             |
| 2018 | Thoiry Remix                  | Mattia Di Tella e Lauro De Marinis                           |
| 2018 | Ballo del blocco              | Cosmiclatte                                                  |
| 2018 | Midnight Carnival             | Andrea Labate                                                |
| 2018 | Ammò                          | Andrea Labate                                                |
| 2018 | Angelo blu                    | Andrea Labate e Lauro De Marinis                             |
| 2018 | Purple Rain                   | Mattia Di Tella e Lauro De Marinis                           |
| 2018 | Lager                         | Mattia Di Tella e Simon Pietro Manzari                       |
| 2018 | Mamacita                      | Mattia Di Tella e Lauro De Marinis                           |
| 2018 | Ragazza di periferia 2.0      | Mattia Di Tella                                              |
| 2018 | Trap                          | Mattia Di Tella e Emanuele Quartarone                        |
| 2019 | Rolls Royce                   | Sebastiano Bontempi                                          |
| 2019 | C'est la vie                  | Sebastiano Bontempi                                          |
| 2019 | 1969                          | Mattia Di Tella                                              |
| 2019 | 1990                          | Fabio Breccia                                                |
| 2019 | Carillon                      | Bendo                                                        |
| 2020 | Me ne frego                   | Bendo                                                        |
| 2020 | 16 marzo                      | Antonio Usbergo e Niccolò Celaia (YouNuts!)                  |
| 2020 | Bam Bam Twist                 | Antonio Usbergo e Niccolò Celaia (YouNuts!)                  |
| 2020 | Scat Men                      | Anthony Rosati, Federico Frattarelli e Alessandro Savergnini |
| 2020 | Maleducata                    | Giulio Rosati                                                |
| 2020 | Jingle Bell Rock              | Fabrizio Conte                                               |
| 2021 | Bvlgari Black Swing           | Mattia Di Tella e Lauro De Marinis                           |
| 2021 | Marilù                        | Leandro Emede                                                |
| 2021 | Lauro                         | Leandro Emede                                                |
| 2021 | Mille                         | Giulio Rosati                                                |
| 2021 | Latte+                        | Andrea Carrozzini                                            |
| 2021 | Io e te                       | Giulio Rosati                                                |
| 2022 | Domenica                      | Lauro De Marinis                                             |
| 2022 | Stripper                      | Lauro De Marinis                                             |
| 2022 | Che sarà                      | Lauro De Marinis                                             |
| 2023 | Fragole                       | Leandro Emede                                                |
| 2023 | Stupidi ragazzi               | Davide Vicari                                                |
| 2024 | Coming out                    | Luca Gardella e Gabriele Savino (xPuro)                      |
| 2024 | Banda Kawasaki                | Luca Gardella e Gabriele Savino (xPuro)                      |
| 2024 | Amore disperato               | Davide De Meo                                                |
| 2025 | Incoscienti giovani           | Gabriele Savino (xPuro)                                      |
| 2025 | Amor                          | Gabriele Savino (xPuro)                                      |